# Garri
La parola garri deriva dall'hausa nell'Africa occidentale. È usato per descrivere qualsiasi materiale in polvere, specialmente prodotti alimentari, come i chicchi di farina, ad esempio, Garin Dawa (farina di mais della Guinea), Garin masara (farina di mais) e Garin sukkhari (zucchero), e in particolare la tapioca fritta. Può anche essere usato per sostanze macinate, come in Garin Magani (medicina in polvere). 
I tipi di alimenti a base di farina mescolati con acqua erano una parte importante della dieta nelle terre di Hausa e in quasi tutte le parti della Nigeria, del Ghana, del Camerun e della Liberia per molti secoli. Erano usati dai viaggiatori in particolare, che spesso non erano in grado di trasportare pasti cucinati. Viaggiare a cavallo, asini o a piedi richiedeva molto tempo e quindi richiedeva cibo veloce disponibile. Per esempio, mentre ora potrebbe richiedere 75 minuti per andare a Zaria da Kano, 120 anni fa, si trattava di un viaggio di 5 giorni, e così c’era bisogno di prendere una grande quantità di Garri. 
L'età di questa antica parola in lingua hausa può essere realizzata dal suo riscontro nei vecchi proverbi e nella denominazione di città e villaggi. 
- «Yaro da garri abokin tafiyar manya». “Un ragazzo che ha garri (cereale in polvere) può viaggiare con gli anziani."
- «Wanda Allah ya zuba ma garin nono ba zai sha da tsamiya Ba». "Chi Dio alimenta il suo garri con il latte, non dovrà berlo con solo tamarindo." (Il latte con garri era un lusso, mentre i frutti di tamarindo disponibili nella foresta possono solo migliorare il gusto).
- «Wanka da garri ba ya maganin yunwa». "Fare il bagno con garri non ha intenzione di curare la fame".

## Procedimento
Per fare il garri, i tuberi di manioca vengono pelati, lavati e grattugiati o frantumati per produrre un mosto, che può essere mescolato con olio di palma (olio di garri) prima di essere riposto in un sacchetto poroso. Viene quindi posto in una pressa regolabile per 1-3 ore per rimuovere l'eccesso di acqua amidacea. Quando la manioca è diventata abbastanza asciutta, è pronta per il passaggio successivo. Viene quindi setacciato e fritto in una grande padella di argilla con o senza olio di palma. Il garri granulare secco risultante può essere conservato per lunghi periodi. Può essere pestato o macinato per farne una farina raffinata.
L'Eba è una pasta rigida fatta immergendo il garri in acqua calda e impastandolo con un manico di legno fino a farlo diventare una base liscia e pastosa, che viene servita come parte di un pasto con varie zuppe e salse. Alcuni di questi includono zuppa di gombo, zuppa egusi, zuppa di verdure, zuppa afang, zuppa di banga e zuppa di foglie amare, etc.
Il Kokoro è uno spuntino comune in Nigeria, specialmente nella Nigeria meridionale e sudorientale, in particolare nello stati di Abia, Rivers, Anambra, Enugu ed Imo. È fatto da una pasta di farina di mais, mescolata con garri e zucchero e fritta. È disponibile in varie consistenze, che possono essere approssimativamente classificate in grezzo, medio e liscio. Ogni tipo viene utilizzato per un determinato alimento.
Come spuntino, cereali o pasti leggeri, i garri possono essere immersi in acqua fredda (nel qual caso si deposita sul fondo), mescolati con zucchero o miele e talvolta arrostiti. A volte vengono aggiunte sole arachidi, ed eventualmente, latte in polvere. La quantità di acqua necessaria per la zuppa di garri è 3:1. Il garri può anche essere consumato secco senza acqua, ma con aggiunta di zucchero e arachidi tostate.
Nella sua forma asciutta, garri viene usato come accompagnamento per fagioli cotti e olio di palma. Questo mix di cibo si chiama yoo ke garri o Foto gari in ga, in Ghana. Quest'ultimo combina garri e stufato inumiditi, mentre yoo ke garri è garri con fagioli, una combinazione che viene tipicamente consumata come pranzo. Viene anche mangiato con torta di fagioli in Nigeria. 
Per un pasto completo, il garri viene solitamente cotto aggiungendolo all'acqua calda, quindi impastandolo nell'impasto. Questo viene mangiato con diversi tipi di stufati di verdure spesse e frondose, stufati di semi di melone, stufati di arachidi o fagioli.
Il garri liscio (lebu per gli yoruba) può essere mescolato con pepe e altri ingredienti piccanti. Una piccola quantità di acqua calda e olio di palma viene aggiunta e mescolata con la mano per ammorbidirsi. Questo tipo di garri è servito con pesce fritto. È anche servito col frejon il Venerdì Santo.

## Varianti

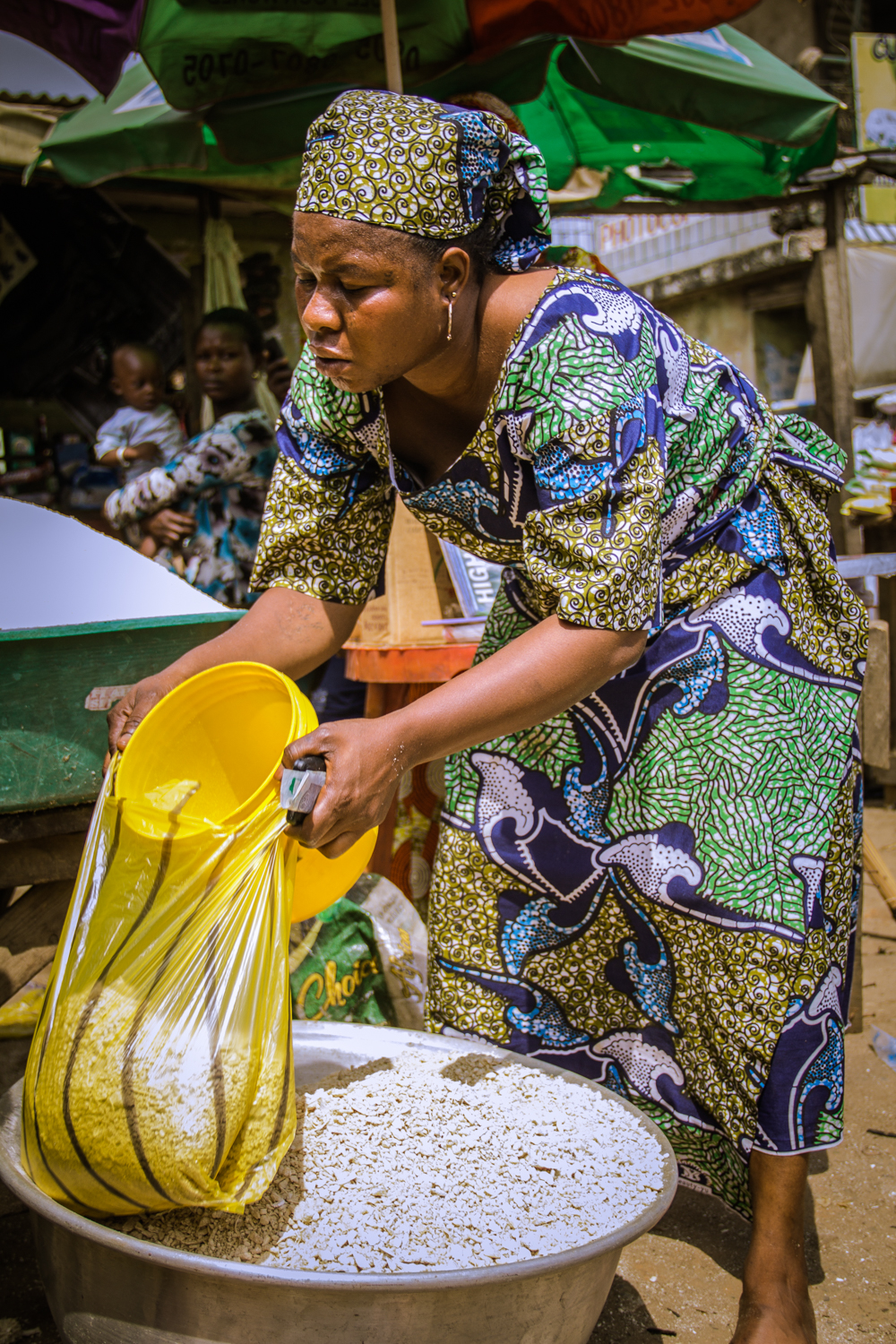
Commercio in un mercato

Nell'Africa occidentale, ci sono due tipi di garri:  il giallo viene preparato friggendo con l'aggiunta di olio di palma per dargli tale colore; il bianco è fritto senza olio di palma. Molte varianti di garri gialli e bianchi sono comuni in tutta la Nigeria. Una variante del garri bianco è popolarmente conosciuta come garri-Ijebu. Questo è prodotto principalmente dal popolo Yoruba di origine Ijebu.
In Ghana, il garri viene giudicato in base al suo gusto e alla sua grana. I tipi più dolci con i grani più fini sono più apprezzati sulle varietà più aspre e grosse. I venditori di alimenti commerciali preferiscono invece i grani più grossi con un alto contenuto di amido, in quanto ciò produce più quantità se immerso in acqua.
I compratori spesso cercano grani più croccanti quando cercano di determinare la freschezza.

## Consumo
Garri può essere consumato senza ulteriori cotture, come spuntino, mettendolo in una ciotola aggiungendo acqua fredda, zucchero, arachide e latte solitamente chiamati garri soakings. Ad esempio, l'ijebu-garri è fatto con grani più fini e ha un gusto piacevolmente aspro, che lo rende molto adatto per essere mangiato in questo modo. Nella maggior parte dell'Africa occidentale vengono aggiunti zucchero e miele, nonché pezzi di cocco, arachidi, latte di zigolo dolce e anacardi. 
Nella maggior parte delle ricette di garri si cuoce aggiungendo acqua bollente e mescolando per fare una pasta rigida o un porridge. L’Eba viene normalmente consumata con diversi tipi di zuppe o stufati. La maggior parte dell'Africa ha un equivalente piatto di manioca di base.
In Liberia, il garri è usato per fare un dessert chiamato Kanyan mescolandolo con arachidi e miele.

## Effetti sulla salute
La manioca, la radice da cui viene prodotto il garri, è ricca di fibre, rame e magnesio. 
Garri è fatto da manioca che contiene acido cianidrico (cianuro), che, in quantità sufficiente, può portare a gravi difetti agli occhi, problemi intestinali e peggioramento delle ulcere. Per cui il processo di creazione e trasformazione corretta e accurata del garri dovrebbe ridurne la concentrazione.